# Eric Lanz
Eric Lanz (* 1962 in Biel) ist ein Schweizer Künstler und Professor an der Hochschule der Bildenden Künste Saar.

## Leben
Lanz studierte von 1981 bis 1986 an der École Supérieure d’Arts Visuels in Genf und von 1986 bis 1988 bei Nam June Paik an der Kunstakademie Düsseldorf. Er war Lehrbeauftragter für Medienkunst an der Hochschule für Gestaltung Karlsruhe (1998–2005) und für Neue Medien an der Akademie für Bildende Künste Mainz (2006–2010). 2010 wurde er als Professor für Video und künstlerische Fotografie an die HBK Saar berufen. Sein Lehrgebiet umfasst Videoarbeiten, Installationen sowie Fotoarbeiten.

## Ausstellungen (Auswahl)

### Einzelausstellungen
- 1986: Centre Culturel Suisse, Paris
- 1989: Société des Arts, Genf
- 1991: Le Magasin, Centre national d’Art Contemporain, Grenoble
- 1993: Fri Art – Centre d’art contemporain, Freiburg im Üechtland
- 1995: Künstlerhaus Bethanien, Berlin
- 1996: Centro d’Arte Contemporanea, Bellinzona
- 1997: Fondation Claude Verdan (Museum der Hand), Lausanne
- 1997: Centre d’art contemporain Genève, Genf
- 1998: Forum d’Art Contemporain, Sierre
- 1999: Akademie Schloss Solitude, Stuttgart
- 2001: Museum Schloss Ringenberg, Hamminkeln
- 2005: CentrePasquArt, Biel
- 2011: Kunsthalle Mainz
- 2013: Saarländisches Künstlerhaus, Saarbrücken

### Gruppenausstellungen
- 2008: Schweizer Videokunst der 1970er und 1980er Jahre. Eine Rekonstruktion, Kunstmuseum Luzern
- 2017: SaarART 11, Saarbrücken[1]